# 東芝ホクト電子
東芝ホクト電子株式会社（とうしばホクトでんし）は、北海道旭川市にある会社。東芝の関係会社。

## 歴史
第二次世界大戦の最中に空襲の危険性が高い工場の疎開を計画した東京芝浦電気（現在の東芝）が、北海道庁に適地を打診したことがきっかけである。当時旭川市議会議員や旭川商工会議所理事を務めた山本英一が中心となり市当局、商工会議所が一丸となって誘致活動を行った結果、転用可能な建物やガス会社から近い工場敷地があり、労働力が確保し易やすく食糧事情も良い点などにより、1943年（昭和18年）に旭川への工場建設が決定、軍需用電球の製造を目的に「愛国第二三四工場」の機密名で建設を行ったものの、準備に手間取り1945年8月15日の玉音放送から間もない午後1時に落成式を実施し山本英一により「この工場は戦後一番乗りの平和産業となる」との式辞が述べられた。
- 1945年（昭和20年）8月15日：「東芝旭川工場」として創業、当初は電球生産を実施[5][4]。
- 1950年（昭和25年）：過度経済力集中排除法により東芝から分離独立し、「ホクト電球工業」設立[5][4]。山本英一が社長となり東芝の資材提供のもと生産品の7割を東芝が買い上げ「マツダランプ」として販売、残り3割を「ホクトランプ」として自由販売を行う条件とした[3]。
- 1960年（昭和35年）：白黒テレビ用ブラウン管製造開始[5]。当初は資金不足の為中古品を回収した再生管を生産[4]、北海道・東北では初のブラウン管再生事業となる[3]。
- 1967年（昭和42年）：「ホクト電子工業」に社名変更[5]。
- 1975年（昭和50年）：観測用ブラウン管製造開始[5]。
- 1978年（昭和53年）：モノクロームディスプレイ管製造開始[5]。
- 1983年（昭和58年）：白熱球・ハロゲン電球の自社生産を終了[3]。
- 1986年（昭和61年）：カラーテレビ管用電子銃製造開始[5]。
- 1990年（平成02年）：フレキシブルプリント配線板事業開始[5]。電子レンジ用マグネトロン製造開始。
- 1991年（平成03年）：従業員数がピークの1200人を数える[4]。
- 1992年（平成04年）：弾性表面波デバイス製造開始[5]。
- 1993年（平成05年）：「東芝ホクト電子」に社名変更[5]、東芝の「T」とホクトの「H」を合わせ会社の永続的発展をイメージした新ロゴマークを導入[3]。電子レンジ用マグネトロン事業開始[5]。投写管、広帯域オシオ管製造開始[5]。
- 1997年（平成09年）：サーマルプリントヘッド製造開始[5]。
- 1998年（平成10年）：単結晶ウエハ－研磨開始[5]。
- 1999年（平成11年）：投写管事業開始[5]。単結晶製造開始[5]。
- 2000年（平成12年）：マグネトロン製造を東芝ディスプレイデバイスタイ社に製造委託[5]。
- 2002年（平成14年）：弾性表面波デバイス終息[5]。サーマルプリントヘッド事業開始[5]。
- 2003年（平成15年）：「東芝ホクト電子タイ」設立し、マグネトロン製造開始[5]。
- 2004年（平成16年）：航空機用ブラウン管事業開始[5]。
- 2007年（平成19年）：社標を東芝ロゴに変更[5]。DNAチップ事業開始[5]。
- 2008年（平成20年）：非医療用DNAチップ製造開始[5]。
- 2009年（平成21年）：医療用チップ製造開始[5]。
- 2015年（平成27年）：工業用マグネトロン事業開始[5]。
- 2021年（令和03年）：富士レビオの委託で新型コロナウイルス抗原検査キットの製造開始[4]。
- 2022年（令和04年）：ホクトサービス株式会社を吸収合併。

## 製品
- サーマルプリントヘッド
- DNAチップ・遺伝子解析装置
- フレキシブルプリント配線板
- 電子レンジ用マグネトロン
- 工業用マグネトロン
- 航空機用カラーディスプレイ管

## 事業所
- 本社（登記上の本店）・旭川工場 - 北海道旭川市南5条通23丁目1975
- 東京本社 - 東京都港区芝浦1-1-1 浜松町ビルディング
- 深谷事務所 - 埼玉県深谷市幡羅町1-9-2 東芝深谷事業所内
- 東芝ホクト電子タイ社(THDT) 132 Moo 5, Bangkadi Industrial Park, Tivanon Road, Amphur Muang, Pathumthani 12000